# Gora Oljka
Glej tudi Oljska gora (razločitev)
Gora Oljka ali po starem Križna gora (tudi Oljska gora ter savinjska Šmarna gora) je 733 metrov visok kraški osamelec nad Polzelo.
Predstavlja lepo razgledno točko, s katere je moč videti Posavsko hribovje, Paški Kozjak, del Kamniško Savinjskih Alp ter Karavank. 

## Zgodovina
Gora Oljka se v znanih dokumentih prvič omenja kot Križna gora že davnega leta 1243. Od sredine 17. stoletja je na vrhu gore stal velik križ, od leta 1753 pa tudi kapela sv. Jošta in sv. Neže. To omenja pogodba med šoštanjsko lastnico in polzelskim malteškim viteškim redom. Gora Oljka je dobila ime po sliki na glavnem oltarju cerkve sv. Križa, na kateri je znamenit baročni slikar Fortunat Bergant upodobil Jezusa na Oljski gori.
Na nastavku oltarja cerkve sv. Križa je slika Fortunata Berganta Jezus na Oljski Gori, po katerem je Gora Oljka dobila ime.  

### Cerkev sv. Križa
Impozantna dvostolpna cerkev na vrhu Gore Oljke je bila zgrajena leta 1757. Domačini pravijo, da cerkev mogočno kraljuje nad Polzelo in sam pogled nanjo jih že od daleč naznanja lokacijo domačega kraja. Cerkev so gradili od leta 1754 do 1757 pod vodstvom stavbenika Nepomuka Mayerja, na živi skali in na umetno izravnanem terenu. Postavljena je v smeru juga proti severu in je značilno vzvalovana z zunanjim plaščem, kar kaže baročni slog gradnje. Cerkev ima ob glavnem vhodu dva 38 metrov visoka zvonika, ki obdajata 21 metrov visoko pročelje. Pod samo cerkvijo je še danes ohranjeno podzemno svetišče z božjim grobom. Notranjost je enoten ovalen prostor s poudarjenim prezbiterijem in dvignjenim pevskim korom. 
V sredini 18. stoletja je kipar Ferdinand Gallo izdelal glavni oltar, zaradi katerega cerkev sv. Križa danes uvrščamo med veličastne spomenike. Na oltarju z velikim zaslonom z angeli so tik ob oltarni mizi skulpture Kristusa in dvanajstih apostolov pri zadnji večerji. Skrajno levo je Juda Iškarjot z mošnjo zlatnikov v roki. Bogato izrezljana je tudi prižnica. V 18. stoletju je na gori delovalo tudi več duhovnikov.

## Izleti
Vrh Gore Oljke je dostopen z avtomobilom in po več pohodniških poteh:
- Rečica ob Paki - Gora Oljka (1h 15 min)
- Podgora - Gora Oljka (Martinova pot) (1h 20 min)
- Polzela - Gora Oljka (3h)

- Velenje - Gora Oljka (5h)